# Delias ceneus
Delias ceneus is een vlindersoort uit de familie Pieridae (witjes) en de onderfamilie Pierinae.
Delias ceneus werd in 1758 vermeld door Linnaeus in de tiende editie van Systema naturae.